# Tacares
Tacares è un distretto della Costa Rica facente parte del cantone di Grecia, nella provincia di Alajuela.